# HD 9446 b
HD 9446 b는 태양과 비슷한 주계열성 HD 9446을 돌고 있는 외계 행성이다. 이 행성은 지구로부터 약 172광년 떨어진 곳에 있다.

## 같이 보기
- HD 9446 c